# Alfred Rusescu
Alfred Rusescu (n. 12 aprilie 1895, București – d. 9 octombrie 1981, București) a fost un medic pediatru, profesor doctor, din România. El este cel care a organizat pediatria și învățământul superior de medicină pe baze moderne, fiind mentorul marilor profesori care au dezvoltat pediatria până în vremurile de astăzi.

## Biografie
Studiază la prestigiosul liceu Gheorghe Lazăr din București, după care se înscrie în 1913 la Facultatea de Medicină din București, pe care o absolvă în mod strălucit. Urmează, apoi, cursurile Facultății de Medicină din Paris (1920 - 1925), pe care o încheie cu teza de doctorat: Le Développement de la taille chez le nourrisson, distinsă cu Premiul Societății de Antropologie din Paris, în anul 1925.
În anul 1922, a urmat cursul superior de bacteriologie al Institutului Pasteur din Paris. Din 1922 până în 1926 a profesat ca intern al Spitalului „Notre Dame de Perpetuel Secours“ din Paris sub conducerea cunoscuților pediatri G. Variot și Julien Huber.
Devine asistent universitar (1927-1931) la Catedra de pediatrie condusă de profesorul doctor Mihail Manicatide, docent (1931) și conferențiar (1931- 1940), unde a fost investit cu răspunderea învățământului superior de pediatrie, ca profesor șef de catedră în 1940.
„Cadru didactic excepțional, prin pregătirea profundă de clinician și amploarea acțiunilor întreprinse pentru ridicarea învățământului românesc de pediatrie. Profesorul Rusescu a luptat cu îndârjire pentru înființarea Facultății de Pediatrie, pentru crearea unei rețele de specialitate, pentru promovarea celor mai valoroși elevi în asistența pediatrică și în învățământul de pediatrie. Această politică de cadre întreprinsă de profesor, intensă și continuă, a făcut ca după 1948, aproape toate spitalele mari de copii nou înființate în București să fie conduse de foștii săi elevi. Toți aceștia s-au format în școala pe care profesorul Rusescu a întemeiat-o și a condus-o în calitate de profesor și decan al Facultății de Pediatrie.”— Prof. Dr. Valeriu Popescu, 2009

## Premii și distincții

### Premii și distincții naționale
- Laureat al premiului „Gheorghe Marinescu” al Academiei Române în 1967
- Membru ales al Consiliului de Administrație al Centrului Internațional al Copilului cu sediul la Paris și reprezentant al pediatriei române la această prestigioasă instituție
- Membru de onoare al Academiei de Științe Medicale
- Ordinul „Meritul Sanitar” clasa I
- Ordinul Muncii clasa a III-a (1 iunie 1955) „pentru activitate îndelungată și rodnică pe tărîm științific, didactic și practic”[3]
- titlul de „Medic Emerit al Republicii Populare Romîne” (31 decembrie 1962) „pentru merite excepționale și realizări deosebite in domeniul ocrotirii sănătății oamenilor muncii”[4]

### Premii și distincții internaționale
- Premiul „Bertillon” al Societății de Antropologie din Paris, în anul 1925 pentru teza de doctorat: „Le développement de la taille chez le nourrisson“
- Premiul Academiei de Medicină din Paris (1925)
- Membru de onoare al Societății Științelor Medicale din Cehoslovacia „Purkinje” (1965)
- Membru în consiliul de administrație al Centrului Internațional al Copilului din Paris (1966-1976).

## Opera
Lucrări realizate personal sau în colaborare (peste 400 de lucrări comunicate sau publicate în reviste, tratate și manuale) dintre care cităm:
- Patologia Infantilă (1944)
- Urgențele în Pediatrie, 2 volume (1957)
- Pediatria, 2 volume (1960)
- Pediatria, un volum (1962)
- Terapeutica Infantilă, un volum (1963)
- Timusul (1964)
- Pediatria, 2 volume (1965)
- Diagnostic clinic și radiologic în Pediatrie, 3 volume cu texte integrale în română, franceză, engleză (1967)
- Din istoricul Pediatriei Române (1975).

## In memoriam
Institutul pentru Ocrotirea Mamei și Copilului „Alfred Rusescu” (IOMC) a fost înființat în urmă cu peste o jumătate de secol. De-a lungul timpului a suferit diverse modificări organizatorice. Din 1990 a primit numele „Alfred D. Rusescu”.
„În final, dacă am încerca să conchidem care a fost aportul acestui mare Om și Medic la dezvoltarea domeniului de activitate pe care l-a ilustrat cel mai strălucit – Pediatria – am putea spune: «Profesorul Rusescu a transformat Pediatria din țara noastră, dintr-o specialitate empirică – la începutul acestui secol – într-o disciplină activă, riguros științifică, cu numeroase cadre valoroase, care onorează învățământul medical și asistența pediatrică din țara noastră.»”— Prof. Dr. Valeriu Popescu, 2009